# Атанас Градоборлията
Атанас Димитров Чопков, известен като Чопката и Градоборлията, е български революционер, деец на Вътрешната македоно-одринска революционна организация и на Върховния македоно-одрински комитет.

## Биография
Атанас Градоборлията е роден в 1860 година в солунското българско село Градобор, тогава в Османската империя, днес Пендалофос, Гърция. Заедно с Иванчо Карасулията, Илия Кърчовалията, Апостол Петков и други е сред старите харамии, на които разчита Гоце Делчев в първите години на укрепването на ВМОРО. Градоборлията е куриер, член на тайната полиция и терорист на организацията. През 1895 година е арестуван от османските власти и затворен в Канлъ куле в Солун, но след шест месеца успява да избяга. От 1898 година е четник при Михаил Апостолов в Гевгелийско, а по-късно е самостоятелен войвода в родното си Солунско. В 1898 година действа заедно с Дончо Златков в Пирин, а през 1902 година с Алексо Поройлията и Иванчо Карасулийски. Участва в Горноджумайското въстание.
Атанас Градоборлията загива с цялата си чета, общо 15 души, през май 1903 година край родното си село, отровени от гъркомани.
Предателите гъркомани са убити от четата на Станиш Наков.
- Мъртвите тела на четниците на Атанас Градоборлията, фото Валериан Грибаедов
- Паметникът „Паднали за свободата на Македония“ в Кюстендил с името на Атанас Градоборлията (последен в първата колона)